# Ablenkwinkel
Der Ablenkwinkel ist ein Begriff aus der klassischen Physik.
Man bezeichnet damit
- in der Optik die Änderung der Ausbreitungsrichtung eines Lichtstrahles[1] und
- in der Kinematik die Änderung der Bewegungsrichtung eines Massekörpers.[2]
- bei der Kathodenstrahlröhre die erreichbare Winkelablenkung des Elektronenstrahles, siehe Ablenksystem.

## Wechselwirkung
Die Ablenkung ist das Ergebnis einer die Ausbreitung beeinflussenden Wechselwirkung, geschieht also nicht spontan: Nach dem Trägheitsgesetz (die lex prima der drei Bewegungsgesetze von Isaac Newton) verändert ein Massekörper, auf den keine äußere Kraft einwirkt, seinen Bewegungszustand nicht, er ruht also oder bewegt sich geradlinig gleichförmig.
Entsprechend verhält sich auch ein Lichtstrahl nach dem Huygensschen Prinzip: Er breitet sich im Vakuum stets geradlinig aus. Durch Brechung, Beugung, Streuung oder Reflexion kann es jedoch zu Änderungen der Ausbreitungsrichtung des Lichtstrahles kommen. Ähnliches gilt für den Massekörper, nämlich dass er seine Geschwindigkeit in Betrag und/oder Richtung ändert, sobald Kräfte auf ihn einwirken, die sich in ihrer Wirkung (Resultierende) nicht neutralisieren.
Der Winkel zwischen den Ausbreitungsrichtungen (Richtung des Geschwindigkeitsvektors) vor und nach der Wechselwirkung ist der Ablenkwinkel. Zur Charakterisierung von Bildröhren wird jedoch der doppelte maximale Ablenkwinkel als Ablenkwinkel angegeben.